# Benito de Posada Herrera
Benito de Posada Herrera (Llanes, 1805-Llanes, 29 de abril de 1890) fue un político y abogado asturiano.

## Biografía
Nació en Llanes en el seno de una noble familia formada por Blas Alejandro de Posada Castillo y Josefa de Herrera Sánchez de Tagle. Hermanos suyos fueron José de Posada Herrera y María de las Nieves, Blas Alejandro, Manuela, Fernando, Josefa, Agustín, Joaquín, Ana, Juan y Vicenta de Posada Herrera.
Se trasladó a Oviedo para estudiar en su universidad Filosofía y Leyes. Amplíó sus estudios de leyes tanto civiles como canónicos en la Universidad de Valladolid.
Sufrió persecución por sus ideas liberales durante la Restauración absolutista en España iniciada por Fernando VII siendo arrestado en La Coruña en compañía de su padre. Fue detenido y trasladado a Oviedo ingresando en la cárcel.
En 1828 fue nombrado abogado de los Reales Consejos de Castilla ingresando cinco años más tarde en la magistratura. Ejerció de abogado en Madrid regresando a su pueblo natal ingresando en la política. Fue nombrado diputado provincial y diputado a Cortes en 1843. Finalmente fue elegido senador con carácter vitaliciopor Real Orden de 22 de mayo de 1877.
En 1871 fue nombrado magistrado del Tribunal Supremo.

## Vida personal
Estuvo casado dos veces. Su primer matrimonio fue con María de la Concepción Duque de Estrada y Món, hija de Manuel Duque de Estrada y Duque de Estrada. De este matrimonio nació Blas Manuel de Posada Duque de Estrada, que falleció soltero el 22 de febrero de 1862. Tras enviudar se volvió a casar con Joaquina Duque de Estrada y Món, hermana de su anterior esposa.

## Reconocimientos
- Un parque de Llanes lleva su nombre y hay una escultura suya en él.[4]
- Una calle de Llanes lleva su nombre.[5]
- Su casa natal, el palacio de Posada Herrera, está restaurada y alberga la Casa Municipal de Cultura, y en su interior la Biblioteca y Archivo Municipal.[6]